# Saint-Sever-Calvados (tổng)
Tổng Saint-Sever-Calvados là một tổng thuộc tỉnh Calvados trong vùng Normandie.
Tổng này được tổ chức xung quanh Saint-Sever-Calvados ở quận Vire. Độ cao khu vực này dao động từ 39 m (Pont-Farcy) đến 351 m (Le Gast) với độ cao trung bình 186 m.

## Hành chính
| Giai đoạn     | Ủy viên        | Đảng | Tư cách                                                                         |
| ------------- | -------------- | ---- | ------------------------------------------------------------------------------- |
| 1958 - 2001   | Marcel Restout |      | Thị trưởng Beaumesnil                                                           |
| 2001 - 2008   | Rémy Anfray    | UDF  | Chef d'entreprise, Thị trưởng Landelles-et-Coupigny, Chủ tịch Intercom Séverine |
| 2008 - actuel | Yves Rondel    | SE   | Thanh tra giáo dục quốc gia, thị trưởng Gast                                    |

## Các đơn vị trực thuộc
Tổng Saint-Sever-Calvados gồm 18 xã với dân số 7 018 người (điều tra dân số năm 1999, dân số không tính trùng)
| Xã                       | Dân số | Mã bưu chính | Mã insee |
| ------------------------ | ------ | ------------ | -------- |
| Beaumesnil               | 188    | 14380        | 14054    |
| Campagnolles             | 392    | 14500        | 14127    |
| Champ-du-Boult           | 435    | 14380        | 14151    |
| Courson                  | 484    | 14380        | 14192    |
| Fontenermont             | 140    | 14380        | 14279    |
| Le Gast                  | 255    | 14380        | 14296    |
| Landelles-et-Coupigny    | 838    | 14380        | 14352    |
| Le Mesnil-Benoist        | 45     | 14380        | 14415    |
| Le Mesnil-Caussois       | 103    | 14380        | 14416    |
| Mesnil-Clinchamps        | 833    | 14380        | 14417    |
| Le Mesnil-Robert         | 158    | 14380        | 14424    |
| Pont-Bellanger           | 87     | 14380        | 14511    |
| Pont-Farcy               | 512    | 14380        | 14513    |
| Saint-Aubin-des-Bois     | 261    | 14380        | 14559    |
| Saint-Manvieu-Bocage     | 507    | 14380        | 14611    |
| Sainte-Marie-Outre-l'Eau | 81     | 14380        | 14619    |
| Saint-Sever-Calvados     | 1 325  | 14380        | 14658    |
| Sept-Frères              | 374    | 14380        | 14671    |

## Biến động dân số
| 1962                                                     | 1968  | 1975  | 1982  | 1990  | 1999  |
| -------------------------------------------------------- | ----- | ----- | ----- | ----- | ----- |
| 9 036                                                    | 8 343 | 7 386 | 7 035 | 6 854 | 7 018 |
| Nombre retenu à partir de 1962 : dân số không tính trùng |       |       |       |       |       |